# Toyota 88C
El Toyota 88C fue un sport prototipo del Grupo C de Toyota de 1988 a 1989. Es el sucesor del Toyota 87C y el predecesor del Toyota 88C-V. Al igual que otros prototipos deportivos de la época con motor Toyota, fue diseñado y construido por Dome. El 88C es una evolución del 87C; ambos modelos comparten la misma designación de número de chasis. Los 88C compitieron en el Campeonato Japonés de Sport Prototipos, el Campeonato Mundial de Sport Prototipos y el Campeonato Norteamericano Camel GT.

## Desarrollo
El Toyota 88C fue el sucesor del 87C y, al igual que su predecesor, se fabricó en Dome en Maibara. Fundada en 1978, la empresa (株式会社 童夢, Kabushiki-gaisha Dōmu, literalmente: "sueño de la infancia") se especializó en la construcción de coches de carreras y desarrolló los prototipos de Toyota en los años 1980.
Diseñado por Syunji Tsuchiya, el coche de carreras tenía un monocasco de fibra de carbono que era significativamente más delgado y aerodinámicamente más favorable que el del 87C-V. Como nueva unidad de potencia, el coche recibió un motor turboalimentado de cuatro cilindros en línea y 3,2 litros. Las primeras pruebas de conducción demostraron un mayor consumo de combustible en comparación con el anterior motor de 2,1 litros. Hasta entonces, Toyota tenía una ventaja en consumo de combustible sobre los prototipos Jaguar XJR , lo que hacía posibles stints más largos (el tramo de carrera entre dos paradas en boxes ). Antes de las 24 Horas de Le Mans de 1988 Los técnicos de Toyota reinstalaron el motor de 2,1 litros en el 88C para aprovechar el menor consumo.

## Historia

### 1988
El Toyota 88C compitió en el Campeonato Japonés de Sport Prototipos, el Campeonato Mundial de Sport Prototipos y la Serie Camel GT. El equipo operativo en los campeonatos japonés y de autos deportivos era TOM'S (Tachi Iowa Motor Sport), que se encargó de la participación de Toyota en la década de 1980. El 88C hizo su debut en carreras en la carrera de 500 km de Fuji de 1988. Geoff Lees y Masanori Sekiya condujeron el coche número 36 hasta el sexto lugar de la general. Compañeros de equipo Paolo Barilla y Tiff Needell (el ganador de la carrera Hideki Okada y Stanley Dickens en el Porsche 962C).
El punto culminante de la temporada para Toyota fueron también las 24 Horas de Le Mans de 1988. A pesar de la ventaja del stint, el 88C no tuvo ninguna posibilidad frente a la competencia de Jaguar y Porsche. El vehículo clasificado, que Kaoru Hoshino condujo junto a Lees y Sekiya como tercer piloto, fue duodécimo en la general, 43 vueltas detrás del victorioso Jaguar XJR-9 de Jan Lammers, Johnny Dumfries y Andy Wallace.

### 1989
De los tres chasis construidos, Dan Gurney se hizo cargo de dos para su equipo All American Racing en 1989. Los técnicos de Eagle adaptaron el chasis 87C-007 a la normativa técnica de la serie IMSA GTP. El chasis 87C-008 se convirtió en el Eagle HF89. Tras los terceros puestos en la carrera de 3 horas en West Palm Beach y los 500 km en Watkins Glen, el segundo puesto de la general fue en la carrera de 2 horas en San Antonio, conducido por Juan Manuel Fangio II y Drake Olson, el mejor resultado de este modelo de bólido en una carrera de coches deportivos.
Para las 24 Horas de Le Mans de 1989, TOM'S inscribió el chasis 87C-009 para Kaoru Hoshino.